# Spitak
Spitak (en armenio: Սպիտակ) es una comunidad urbana localizada en el norte de Armenia, en la Región de Lorri, entre Gyumri y Vanadzor.
En 2011 tiene 12 881 habitantes.

## Historia
La ciudad industrial de Spitak, que contiene una gran población de refugiados armenios provenientes de Azerbaiyán, resultó destruida completamente por el terremoto de Spitak del 7 de diciembre de 1988, muriendo casi la mitad de la población, gran parte de ella en las escuelas y hospitales locales. 
En la actualidad la ciudad se encuentra reconstruida totalmente y existen planes para poner en marcha a una de las principales industrias del área antes del terremoto, la del refinado de azúcar de remolacha.